# Piônio (física)
Piônio é um átomo exótico consistindo de um méson 
π+
 e um 
π−
. Ele pode ser criado, por exemplo, pela interação de um feixe de prótons acelerados por um acelerador de partículas tendo como alvo um núcleo atômico.
O piônio tem um curto tempo de vida, previsto pela quiralidade, de 2.89 x 10-15 segundos. Ele decai principalmente para dois mésons 
π0
 e em menor extensão em dois prótons. O piônio está atualmente sobre investigação na CERN para medir o seu tempo de vida.  A colaboração DIRAC foi capaz de detectar 21 227 pares atômicos de um total de 1.5 X 109 eventos, o que faz com que a vida do piônio possa ser determinada com um erro estatístico de 9%.
Em 2005, a NA48/2 colaboração na CERN publicou uma evidência da produção de piônio e decaimento em káons carregados, estudando o espectro de massa de pares de píons filhos em eventos com três píons no estado final:
{\displaystyle K^{\pm }\to \pi ^{\pm }(\pi \pi )_{atom}\to \pi ^{\pm }\pi ^{0}\pi ^{0}}.
A possibilidade de medir as características do piônio está sendo investigada.
Os resultados dos experimentos acima vão providenciar testes cruciais de baixa energia para as previsões da cromodinâmica quântica.